# Федевич Людмила Костянтинівна
Людмила Костянтинівна Федевич (17 березня 1949, Красносілка, Бершадський район, Вінницька область — 23 грудня 2022, Суми) — українська мистецтвознавиця, музейниця, дослідниця декоративно-ужиткового мистецтва Сумщини. Член Національної спілки майстрів народного мистецтва України (1999). Заслужений працівник культури України (2007). Член Міжнародної ради музеїв (англ. International Council of Museums; ICOM).

## Життєпис
Людмила Костянтинівна Федевич народилася 17 березня 1949 року в с. Красносілка на Вінниччині. Згодом разом з батьками переїхала до Сум, навчалася у Сумській середній школі № 1.
1970 року закінчила Сумський державний педагогічний інститут ім. А. С. Макаренка (нині — Сумський державний педагогічний університет імені А. С. Макаренка).
Від 1977 року працювала науковим співробітником Сумського обласного художнього музею (нині — Сумський обласний художній музей імені. Н. Х. Онацького). У 1994—2018 рр. — завідувачка відділу декоративного мистецтва.
Померла 23 грудня 2022 року в Сумах.

## Наукова робота
Досліднця художніх ремесел Сумщини (гутництва, гончарства, писанкарства, килимарства, порцелянового виробництва тощо), популяризаторка творчості сучасних майстрів народного мистецтва, маловідомих художників та колекціонерів.
Завдяки Людмилі Федевич до наукового обігу введено ім’я художника Костянтина Власовського (1863—1922), підготовлено та видано альбом-каталог його творів.
Авторка наукових текстів в альбомах «Сумський художній музей» (2005, 2018).
Вивчала діяльність поміщика-мецената, засновника першої на Лівобережній Україні порцелянової мануфактури Андрія Міклашевського та колекціонера і мецената Оскара Гансена, частина колекції якого склала основу зібрання Сумського художнього музею.
Займаючись науковим дослідженням гутного скла  Сумщини, Людмила Федевич провела археолого-ровідувальне дослідження скляного виробництва с селищі Стара Гута Серединобудського (нині Шосткинського) району.
Організаторка виставок «Художник у провінції» (1986), «Декоративне мистецтво доби Тараса Шевченка» (1992), «Перлини  декоративного мистецтва з фондів СХМ» (1994), «Писанкова магія» (1995), «Історія фарфорового виробництва Андрія Міклашевського» (1999) та ін.
Член Національної спілки майстрів народного мистецтва України з 1999 року, брала активну участь в роботі сумського обласного осередку НСМНМУ, організації семінарів-практикумів, конференцій, майстер-класів з народних ремесел. Одна з ініціаторів проведення в музеї щорічних виставок сучасного народного мистецтва «Кращий твір року». Науковий керівник виставок «Гостинна Сумщина» (1999) та «Перлини Сумщини» (2001) на творчих звітах майстрів мистецтв та художніх колективів Сумської області у Києві.
Кураторка, авторка каталогів багатьох персональних виставок майстрів декоративно-ужиткового мистецтва. Популяризаторка творчості сучасних народних митців (Віталія Шума, Килини Самійленко, Самійла Семенченка, Ірини Лисенко, Ігоря Білевича та інших), родин сумських художників (Єрмоленків, Шевченків, Гордієнків), а також відомих у світі  народних художниць Марії Приймаченко, Катерини Білокур.
Людмила Федевич була однією з ініціаторів галерейного руху в Сумах, кураторкою галерей «АРТ'С», «Харитоненко і син».
Авторка численних публікацій у наукових збірках та періодичних виданнях: місцевій пресі, журналах «Народне мистецтво», «Антиквар», «Пам’ятки України», «Чернігівська старовина», «Порцеляна», «Образотворче мистецтво». Рецензент методичних посібників з кераміки, розписів, лялькарства, різьблярства тощо.
Для «Енциклопедії сучасної України» створила низку статей про митців Сумщини: Івана Гапоченка, Олену Гладких, Ольгу Гулей, Бориса Данченка, Олександра Дяченка, Тамару Левицьку та інших.
Людмила Костянтинівна Федевич брала активну участь у підготовці енциклопедичного довідника «Сумщина в іменах».

## Відзнаки
2007 — почесне звання «Заслужений працівник культури».
2015 — Подяка Сумської обласної ради за значний особистий внесок у розвиток музейної справи, високопрофесійний рівень досліджень у сфері традиційного народного мистецтва. 

## Вибрані публікації
- К. И. Власовский (1863—1922) : каталог выставки / Сумской художественный музей. — Сумы, 1986. — (рос.)
- Сумский художественный музей: путеводитель / Л. К. Федевич и др. — Харьков: Прапор, 1988. — 152 с. : ил. — (рос.)
- Постигая космос бытия: каталог выставки / Сумской художественный музей ; Л. К. Федевич и др. — Сумы, 1991. — 16 с. : ил. — (рос.)
- Українська старовина XVIII — поч. XX ст. : каталог виставки / Сумський художній музей ; Л. К. Федевич та ін. — Суми, 1991. — 10 с.
- Айстра. Галерея сучасного мистецтва : каталог / упоряд. та авт. вступ. ст. Л. К. Федевич. — Київ : Рутенія, 1994.
- Олександр Садовський: буклет. / авт. вступ. ст. Л. Федевич. — Суми, 1996.
- Матеріали наукової конференції «Художник у провінції». 15—16 жовт. 1998 р. / Сум. обл. художній музей ім. Н. Онацького; координатор проекту, упоряд. матеріалів Л. Федевич. — Суми : PRESS-тиж, 1998. — 68 с.
- Сумські килими: із фондів Сумського обласного художнього музею імені Никанора Онацького / Людмила Федевич // Народне мистецтво. — 2003. — № 1—2. — С. 26—28 : фот.
- «Так, тисячі імен засипано роками…»: До 165-річчя від часу заснування першої на Лівобережній Україні Волокитинської фарфорової мануфактури / Людмила Федевич // Земляки: альманах Сумського земляцтва в Києві. Вип. 1. — Суми : Собор, 2004. — С. 248—249.
- Сумський художній музей імені Н. Онацького : альбом / авт.-уклад.: Л. К. Федевич та ін. — Київ : ВД Фолігрант, 2005. — 172 с. : іл.
- Порцеляна Волокитинської мануфактури Андрія Міклашевського : каталог колекції Сумського художнього музею / Л. Федевич. — Суми : Університетська книга, 2005. — 32 с. : іл.
- Дерево життя митця: До 75-річчя від дня народження Леоніда Товстухи / Людмила Федевич // Земляки : альманах Сумського земляцтва в Києві. Вип. 2. — Суми: Собор, 2005. — С.153—154.
- Садибна культура Лівобережної України: феномен Андрія Міклашевського / Л. Федевич // Матеріали міжнародної наукової конференції 6—7 вересня 2007 р. / Національний історико-культурний заповідник «Качанівка». — Чернігів, 2007. — С. 38—43.
- Рушник, що єднає Сумщину / Людмила Федевич // Земляки : альманах Сумського земляцтва в Києві. Вип. 4. — Суми: Собор, 2007. — С. 251—252.
- Костянтин Власовський: художник у провінції : альбом-каталог / автор концепції та укладач Л. Федевич. — Суми : Університетська книга, 2008. — 112 с. : іл.
- Глинська кераміка (1900—1933) з колекції Роменського краєзнавчого та Сумського художнього музеїв : альбом-каталог / автор концепції та укладач Л. К. Федевич. — Суми : Університетська книга, 2009. — 48 с. : іл.
- Костянтин Власовський — художник провінційних ідилій / Л. Федевич, В. Шкарупа // Художник у провінції: матеріали міжнар. наук. конф., 24—25 вересня 2009 р., м. Суми / Сумський обласний художній музей ім. Н. Онацького ; за ред. Л. Федевич. — Суми : Університетська книга, 2009. — С.144—153.
- Історія діяльності Глинської гончарної майстерні Роменського земства в контексті загальнонаціональної та європейської культур початку ХХ століття / Л. Федевич // Українське мистецтвознавство. Вип. 10 : зб. наук. праць. — Київ, 2010. — С. 123—128.
- Польская коллекция О. Гансена в Сумском художественном музее / Л. Федевич, Н. Юрченко // Антиквар. — 2013. — № 9. — С. 48—63. — (рос.).
- Роль приватної колекції у формуванні зібрання Сумського художньо-історичного музею: Оскар Гансен / Л. Федевич // Фундатори музейних колекцій та реалії сучасного стану розвитку музейної справи: Всеукр. наук.-практ. конф. / Національний музей українського народного декоративного мистецтва України. — Київ, 2014. — С. 145—152.
- Джерела надходження, вивчення та атрибуція українського гутного скла у Сумському художньому музеї // Роль музею у збереженні, реставрації та популяризації культурного надбання : матеріали Всеукр. наук.-практ. конф., 8—9 верес. 2015 р. — Івано-Франківськ, 2015. — С. 134—137.
- Народні майстри сучасної Сумщини / Л. К. Федевич // V обласна виставка майстрів традиційного народного мистецтва Сумщини «Кращий твір року — 2015» : каталог. — Суми, 2015.
- Інтерпретація орнаментів Сіверщини у різьбленому дереві Ігоря Білевича / Л. Федевич // Сіверщина в історії України. Вип. 10. — Київ ; Глухів, 2017. — С. 493—497.
- Українське гутне скло у Сумському художньому музеї ім. Никанора Онацького / Л. К. Федевич // Сто років існування Сумського округового художньо-історичного музею : зб. наук. праць за матеріалами Всеукраїнської науково-практичної конференції, присвяченої 100-річчю Сумського обласного художнього музею ім. Никанора Онацького (Суми, 20—22 жовт. 2021 р.). —  Суми : Сумський державний університет, 2021. — С. 128—132.